# Popular (sång)
Popular är en låt från 2011 skriven av Fredrik Kempe.
Låten framfördes av Eric Saade i den tredje deltävlingen av Melodifestivalen 2011 i Linköping, där bidraget fick flest röster och därmed gick direkt till final i Globen. Låten vann tävlingen med sina 193 poäng och fick därmed representera Sverige i Eurovision Song Contest 2011 i Düsseldorf. Där slutade låten på tredje plats med 185 poäng, vilket var Sveriges dittills bästa resultat i tävlingen sedan 1999.
Under de uppträdanden som gjordes i Melodifestivalen krossades glas. Det var länge osäkert om denna del av framträdandet skulle få användas under ESC eftersom glaset måste städas bort före efterföljande framträdande. Arrangörerna meddelade i början av april 2011 att glaskrossen får användas. Buren stod på en matta som rullades ihop direkt efter framförandet.
Låten testades på Svensktoppen, och tog sig in den 8 maj 2011. och låg sedan där i fyra veckor. innan den tvingades lämna listan.
Under Melodifestivalen 2012 sjöngs den i finalens pausakt av Helena Paparizou.
I samband med en pausakt under Melodifestivalen 2013 framfördes låten av Ann-Louise Hanson, Towa Carson och Siw Malmkvist på svenska som Pensionär. Den gavs samma år även ut på EP.
I Så mycket bättre 2017 spelades låten in av Tomas Andersson Wij, på svenska som Den dag jag vinner allt .

## Låtlista
- Digital nerladdning #1

1. "Popular" – 3:00

- Digital nerladdning #2

1. "Popular" (albumremix) – 3:08

- Digital nerladdning #3

1. "Popular" (långsam version) – 3:15

## Listplaceringar
| Lista (2011)        | Topplacering |
| ------------------- | ------------ |
| Belgien (Flandern)  | 5            |
| Belgien (Vallonien) | 23           |
| Finland             | 17           |
| Storbritannien      | 76           |
| Sverige             | 1            |
| Österrike           | 29           |

### Fotnoter
1. ↑  ”Poplight 12 mars 2011 - Eric Saade: Glasolyckan i Melodifestivalen 2011 – en programledarmiss”. Arkiverad från originalet den 16 mars 2011. https://web.archive.org/web/20110316020145/http://poplight.zitiz.se/artikel/eric-saade-glasolyckan-i-melodifestivalen-2011-en-programledarmiss. Läst 13 mars 2011.
2. ↑  ”Klartecken för Eric Saades glasbur”. Dagens Nyheter. 6 april 2011. http://www.dn.se/kultur-noje/film-tv/klartecken-for-eric-saades-glasbur. Läst 7 april 2011.
3. ↑  ”Svensktoppen”. 8 maj 2011. http://sverigesradio.se/sida/topplista.aspx?programid=2023&date=2011-05-08. Läst 22 maj 2011.
4. ↑  ”Svensktoppen”. 29 maj 2011. http://sverigesradio.se/sida/topplista.aspx?programid=2023&date=2011-05-29. Läst 5 juni 2011.
5. ↑  ”Svensktoppen”. 5 juni 2011. http://sverigesradio.se/sida/topplista.aspx?programid=2023&date=2011-06-05. Läst 5 juni 2011.
6. ↑  ”Sveriges Television”. 9 mars 2012. Arkiverad från originalet den 13 maj 2014. https://web.archive.org/web/20140513011810/http://www.svt.se/melodifestivalen/20120309194641/se_helena_paparizou_tolka_popular_igen. Läst 11 mars 2012.
7. ↑  ”Pensionär”. Svensk mediedatabas. 10 mars 2013. https://smdb.kb.se/catalog/id/002925168. Läst 12 november 2017.
8. ↑  Jan Andersson (11 november 2017). ”Sabina Ddumba tolkade Saade bäst” (på svenska). Göteborgsposten. http://www.gp.se/n%C3%B6je/sabina-ddumba-tolkade-saade-b%C3%A4st-1.4819161. Läst 12 november 2017.
9. ↑  ”Listplacering”. http://www.ultratop.be/nl/showitem.asp?interpret=Eric+Saade&titel=Popular&cat=s. Läst 5 juni 2011.
10. ↑  ”Listplacering”. http://www.ultratop.be/fr/showitem.asp?interpret=Eric+Saade&titel=Popular&cat=s. Läst 5 juni 2011.
11. 1 2  ”Listplacering”. Arkiverad från originalet den 26 november 2011. https://web.archive.org/web/20111126041814/http://hitparad.se/showitem.asp?interpret=Eric+Saade&titel=Popular&cat=s. Läst 5 juni 2011.
12. ↑  ”Listplacering”. Arkiverad från originalet den 25 maj 2012. https://archive.is/20120525141154/http://www.chartstats.com/release.php?release=50270. Läst 6 juni 2011.
13. ↑  ”Listplacering”. http://austriancharts.at/showitem.asp?interpret=Eric+Saade&titel=Popular&cat=s. Läst 5 juni 2011.